# Hizb at-Tahrir

Flaga Hizb at-Tahrir

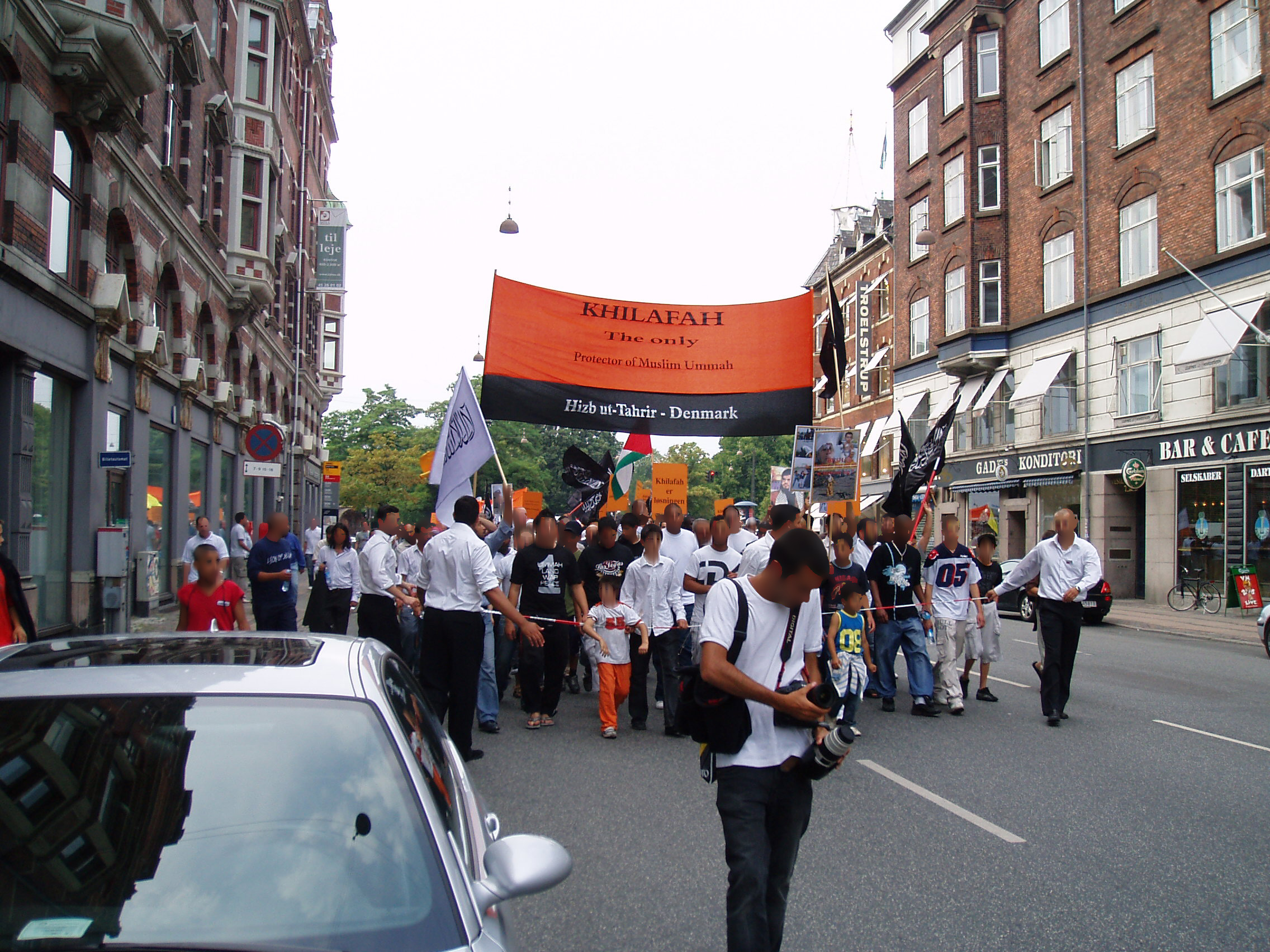
Demonstracja zwolenników odbudowy kalifatu w Kopenhadze.

Hizb at-Tahrir (arab. ‏حزب التحرير‎ Partia Wyzwolenia; także: Hizb ut-Tahrir) – partia panislamistyczna i fundamentalistyczna o zasięgu międzynarodowym, głosząca w swoim programie odbudowę kalifatu, który by objął cały świat muzułmański. Nawołuje do obalenia rządów prozachodnich w państwach arabskich (Egipt, Arabia Saudyjska) i prorosyjskich w Azji Środkowej, odrzuca jednak działania metodą siłową (mimo to niektórzy członkowie partii nie podzielali poglądu o odrzuceniu przemocy, co stało się powodem delegalizacji działania partii w Jordanii – po zamachu w latach 1969 i 1971 oraz Iraku w 1972).
W ekonomii Hizb at-Tahrir promuje wolny rynek i własność prywatną przy pozostawieniu w rękach państwa budynków użyteczności publicznej, transportu publicznego, służby zdrowia, złóż ropy i gazu czy nieużytków. Postuluje oparcie pieniądza na parytecie złota. Sprzeciwia się demokracji jako systemowi nieislamskiemu, ale postuluje wybór kalifa w drodze głosowania.
Założona w 1953 jako filia Braci Muzułmanów w Palestynie (we wschodniej Jerozolimie) przez Taki ad-Dina an-Nabhaniego. W latach 70. nastąpił rozłam w partii. Przy braku zgody na działania pokojowe z partii wraz z grupą zwolenników wystąpił Salih Sarii, zakładając partię at-Tahrir al-islami (Wyzwolenie Islamskie), organizującą zamachy terrorystyczne (m.in. w 1974 w Kairze).
Na Zachodzie partia Hizb at-Tahrir działa w Szwecji, Danii i USA. Niemcy zakazały działalności partii na swoim terytorium (powodem były głoszone przez partię hasła antysemickie). W Wielkiej Brytanii w 1996 z Partii Wyzwolenia wyodrębnił się ruch al-Muhadżirun (arab. 'emigranci'), nawołujący do utworzenia państwa islamskiego w Europie. Organizację zdelegalizowano w 2005 roku.